# Episodi di 8 sotto un tetto (seconda stagione)
La seconda stagione della serie televisiva 8 sotto un tetto è andata in onda originariamente negli Stati Uniti d'America sul canale ABC dal 21 settembre 1990 al 26 aprile 1991.
In Italia è stata trasmessa dal 6 luglio 1994 su Canale 5.
| nº | Titolo originale                        | Titolo italiano             | Prima TV USA      | Prima TV Italia |
| -- | --------------------------------------- | --------------------------- | ----------------- | --------------- |
| 1  | Rachel's Place                          | L'inaugurazione             | 21 settembre 1990 | 6 luglio 1994   |
| 2  | Torn Between Two Lovers                 | Steve il rubacuori          | 21 settembre 1990 | 11 luglio 1994  |
| 3  | Marriage 101                            | Una cenetta romantica       | 28 settembre 1990 |                 |
| 4  | Flashpants                              | L'eterna competizione       | 5 ottobre 1990    |                 |
| 5  | The Crash Course                        | Il valore dell'amicizia     | 12 ottobre 1990   | 13 luglio 1994  |
| 6  | Boxcar Blues                            | A ciascuno il suo mestiere  | 19 ottobre 1990   |                 |
| 7  | Dog Day Halloween                       | Il giorno di Halloween      | 26 ottobre 1990   | 19 luglio 1994  |
| 8  | Cousin Urkel                            | Doppio assillo              | 2 novembre 1990   | 14 luglio 1994  |
| 9  | Dedicated to the One I Love             | Intrighi d'amore            | 9 novembre 1990   | 15 luglio 1994  |
| 10 | The Science Project                     | Un progetto esplosivo       | 16 novembre 1990  | 20 luglio 1994  |
| 11 | Requiem for an Urkel                    | Il piccolo eroe             | 23 novembre 1990  | 21 luglio 1994  |
| 12 | Fast Eddie Winslow                      | Palla in buca               | 30 novembre 1990  | 18 luglio 1994  |
| 13 | Have Yourself a Merry Winslow Christmas | Babbo Natale in casa Wislow | 21 dicembre 1990  | 26 luglio 1994  |
| 14 | Ice Station Winslow                     | A pesca sul ghiaccio        | 4 gennaio 1991    | 25 luglio 1994  |
| 15 | Son                                     | Rapporti difficili          | 11 gennaio 1991   |                 |
| 16 | Do the Right Thing                      | La voce della coscienza     | 18 gennaio 1991   | 27 luglio 1994  |
| 17 | High Hopes                              | L'imponderabile             | 1º febbraio 1991  | 28 luglio 1994  |
| 18 | Life of the Party                       | La festa sul tetto          | 8 febbraio 1991   |                 |
| 19 | Busted                                  | Guai e solo guai            | 15 febbraio 1991  | 2 agosto 1994   |
| 20 | Fight the Good Fight                    | Una rivolta razziale        | 22 febbraio 1991  | 3 agosto 1994   |
| 21 | Taking Credit                           | Di chi è il merito          | 15 marzo 1991     | 4 agosto 1994   |
| 22 | Finding the Words                       | L'arrivo di nonno Jimmy     | 22 marzo 1991     | 1º agosto 1994  |
| 23 | Skip to My Lieu                         | Per un futuro migliore      | 5 aprile 1991     | 8 agosto 1994   |
| 24 | The Good, the Bad and the Urkel         | Lo sceriffo del West        | 19 aprile 1991    |                 |
| 25 | I Should Have Done Something            | Rimorsi                     | 26 aprile 1991    | 5 agosto 1994   |

## L'inaugurazione
- Titolo originale: Rachel's Place
- Diretto da: Richard Correll
- Scritto da: David W. Duclon e Gary Menteer

### Trama
Steve e Laura vengono assunti come impiegati al ristorante Leroy's. Come prevedibile, Steve combina un disastro dando addirittura fuoco al locale. Dopo questo incidente, Leroy decide di vendere il locale e uscire dal mondo della ristorazione. Rachel, a caccia di un lavoro, decide di creare un nuovo ristorante come sostituto di quello vecchio. Così nasce il "Rachel's Place".
- Nota. Bryton McClure assume il ruolo di Richie Crawford, che viene avanzato di tre anni.
- Guest star: John Hancock (Leroy), Dominic Hoffman (Steve Webster), William Long Jr. (vigile del fuoco), Bridgid Coulter (Jolene)

## Una cenetta romantica
- Titolo originale: Marriage 101
- Diretto da: Richard Correll
- Scritto da: Pamela Eells e Sally Lapiduss

### Trama
Per un progetto di scuola sul matrimonio, Steve e Laura vengono accoppiati per una settimana. Intanto, Harriete è alla ricerca di un appuntamento romantico con Carl.
- Guest star: Cherie Johnson (Maxine), Clint Hyson (Mark Healy), Susan Krebs (sig.ra Steuben)

## A ciascuno il suo mestiere
- Titolo originale: Boxcar Blues
- Diretto da: Mark Linn-Baker
- Scritto da: Fred Fox, Jr.

### Trama
Steve e Carl rimangono intrappolati insieme in un treno durante una missione poliziesca.
- Guest star: Barry Jenner (tenente Murtagh), Dan Siegel (Robert)

## Il giorno di Halloween
- Titolo originale: Dog Day Halloween
- Diretto da: Gerren Keith
- Scritto da: David W. Duclon e Fred Fox, Jr.

### Trama
Steve e Laura vengono fatti ostaggio durante una rapina proprio il giorno di Halloween.
- Guest star: Randy Josselyn (Rodney Beckett), Barry Jenner (ten. Murtagh), Mark Nassar (rapinatore), Doris Hess (Marcy), Dan Siegel (Clown)

## Doppio assillo
- Titolo originale: Cousin Urkel
- Diretto da: Gary Menteer
- Scritto da: Pamela Eells e Sally Lapiduss

### Trama
Steve Urkel viene mandato per qualche settimana a vivere in Mississippi con dei parenti. Ma la festa subito scoppiata in casa Winslow si spegne immediatamente, quando la famiglia conosce la cugina di Steve, Myrtle, che viene a stare con loro mentre Steve è lontano. La ragazza è molto simile al cugino, ma in versione femminile; mette immediatamente gli occhi su Eddie, e così i ruoli tra questo e Laura per una volta si scambiano. La puntata si conclude col ritorno di Steve tra la gioia dei Winslow.
- Nota: Jaleel White appare contemporaneamente come Steve e Myrtle Urkel.

## Intrighi d'amore
- Titolo originale: Dedicated to the One I Love
- Diretto da: Gary Menteer
- Scritto da: Sara V. Finney e Vida Spears

### Trama
Una vicina di casa molto seduttiva attira l'attenzione di Carl, mentre Laura chiede a Steve di aiutare una compagna di classe molto timida, ma in seguito diventa gelosa di lei e si pente di questa scelta.
- Guest star: Susan Beaubian (Loretta McKay), Caryn Ward (Susie Crenshaw)

## Un progetto esplosivo
- Titolo originale: The Science Project
- Diretto da: Gary Menteer
- Scritto da: Pamela Eells e Sally Lapiduss

### Trama
Per il progetto scientifico, tutta la classe spera di essere in gruppo con Steve, ma questo sceglie di lavorare in coppia con Laura. Questa ha un incubo sul fatto che Steve costruisca una bomba atomica per far bella figura.

## Il piccolo eroe
- Titolo originale: Requiem for an Urkel
- Diretto da: Joel Zwick
- Scritto da: David W. Duclon

### Trama
Un ragazzo chiede a Laura di uscire in modi non troppo gentili; per difenderla, Steve interviene e si scatena una rissa tra lui e il ragazzo. Steve ha la peggio, e chiede a Carl tutti i trucchi su come difendersi in queste situazioni.
- Guest star: Shawn Harrison (Waldo), Salim Grant (Studente #2), David Hayward (Coach Redding), Arnold Johnson (Fletcher), Aaron Lohr (Greg), Larenz Tate (Willie Fuffner)

## Palla in buca
- Titolo originale: Fast Eddie Winslow
- Diretto da: Gerren Keith
- Scritto da: Fred Fox, Jr.

### Trama
Eddie perde una scommessa e non è in grado di pagarla, mentre Judy va molto vicina al prendere una D in una verifica.
- Guest star: Randy Josselyn (Rodney Beckett), Tim Ryan (Body Higins), Michael Rapposelli (Chuckie), Irvin Mosley Jr. (Kevin)

## Babbo Natale in casa
- Titolo originale: Have Yourself a Merry Winslow Christmas
- Diretto da: Richard Correll
- Scritto da: David W. Duclon

### Trama
Steve viene lasciato solo dalla famiglia per Natale, che quindi trascorre con i Winslow. Convince Richie della reale esistenza di Babbo Natale, e gli promette che questo gli regalerà un orsetto a cui lui tiene molto.
- Guest star: Ellen Albertini Dow (Mrs. Ferguson), Gabriel Pelino (impiegato), Peggy Mannix (cliente)

## A pesca sul ghiaccio
- Titolo originale: Ice Station Winslow
- Diretto da: Richard Correll
- Scritto da: Gary Menteer

### Trama
Carl, Steve e Eddie decidono di andare a pesca su un laghetto ghiacciato. Ma il ghiaccio è molto più sottile di quanto i tre non si aspettassero, e Cark vi sprofonda, rischiando di affogare. Per fortuna, Steve interviene e riesce a salvarlo in qualche modo. Intanto, Judy inizia a soffrire la presenza di Richie, diventando gelosa delle attenzioni riservate a questo.

## La voce della coscienza
- Titolo originale: Do the Right Thing
- Diretto da: Gary Menteer
- Scritto da: Pamela Eells e Sally Lapiduss

### Trama
Carl trova un braccialetto di diamanti e vorrebbe regalarlo ad Harriette invece che restituirlo, mentre Steve dà lezioni ad un innamorato di Laura per fare in modo che non venga respinto.
- Guest star: Natalie Core (sig.a Peavy), Keith Cameron (Todd Helms), Chris Plummer (sig.a Sniplitsky), Josh Kleasner (teenager)